# 딕 버튼
리처드 토튼 "딕" 버튼(영어: Richard Totten "Dick" Button, 1929년 7월 18일 ~ 2025년 1월 30일)은 미국의 전직 피겨 스케이팅 선수이다. 그는 올림픽에서 2연패했고(1948,1952), 세계 선수권 대회에서 5연패했다(1948 - 1952). 그는 유일하게 유럽 선수권 대회에 출전한 비 유럽권 사람이다.

## 선수 경력
리처드 토튼 버튼은 뉴저지주 잉글우드에서 태어나서 자랐다. 그는 어릴때 스케이트를 배우기 시작했다. 그의 아버지가 그는 스케이트 선수가 되지 못할 것이라고 엿들은후 그는 12세가 되고나서야 진지하게 훈련을 시작했다. 그의 첫번째 대회였던 1943년 미국 동부 노비스 선수권 대회에서 그는 장 피에르 브뤼네 뒤에서 2위를 했다.